# Landwirtschaftliche Landeslehranstalt Rotholz
Die Landwirtschaftliche Landeslehranstalt Rotholz (LLA Rotholz) im Schloss Rotholz (Thurnegg) befindet sich in der Gemeinde Strass im Zillertal, im Unterinntal bei Jenbach.

## Geschichte
Ursprünglich befand sich oberhalb des Talbodens die Rottenburg, doch ist der Name Rotholz schon 1180 urkundlich. Sie war zu der Zeit Besitz der Herren von Rottenburg, Ministerialien der Grafen von Andechs. Als Burg ist sie 1263 als Castrum Rotenbruchì urkundlich. Später taucht dann auch der Name Thurnegg auf, als Wehrturm, wie dann auch das Schloss anfangs hieß.
Das Schloss Rotholz wurde von 1575 bis 1585 durch den Baumeister Alberto Lucchese als Jagdschloss mit Tiergarten für Erzherzog Ferdinand II. erbaut. Von 1704 bis 1706 wurde von den Grafen von Tannenberg ein Umbau durchgeführt. Das Schloss blieb bis 1848 im Besitz der Tannenberg. Von 1848 bis 1860 war das Schloss im landesfürstlichen Besitz, von 1860 bis 1889 gehörte es dem Bischof von Brixen. Fürstbischof Vinzenz Gasser richtete im Schloss ein Knabenseminar ein, das dort bestand, bis in Zinggen bei Brixen ein Neubau entstand, das Vinzentinum. Seit 1889 ist das Schloss im Besitz des Landes Tirol.
Seit 1879 wird das Gebäude als Landwirtschaftsschule genutzt. Ursprünglich wurde hier eine Fachschule für Milchwirtschaft und Viehzucht gegründet.

## Die Schule

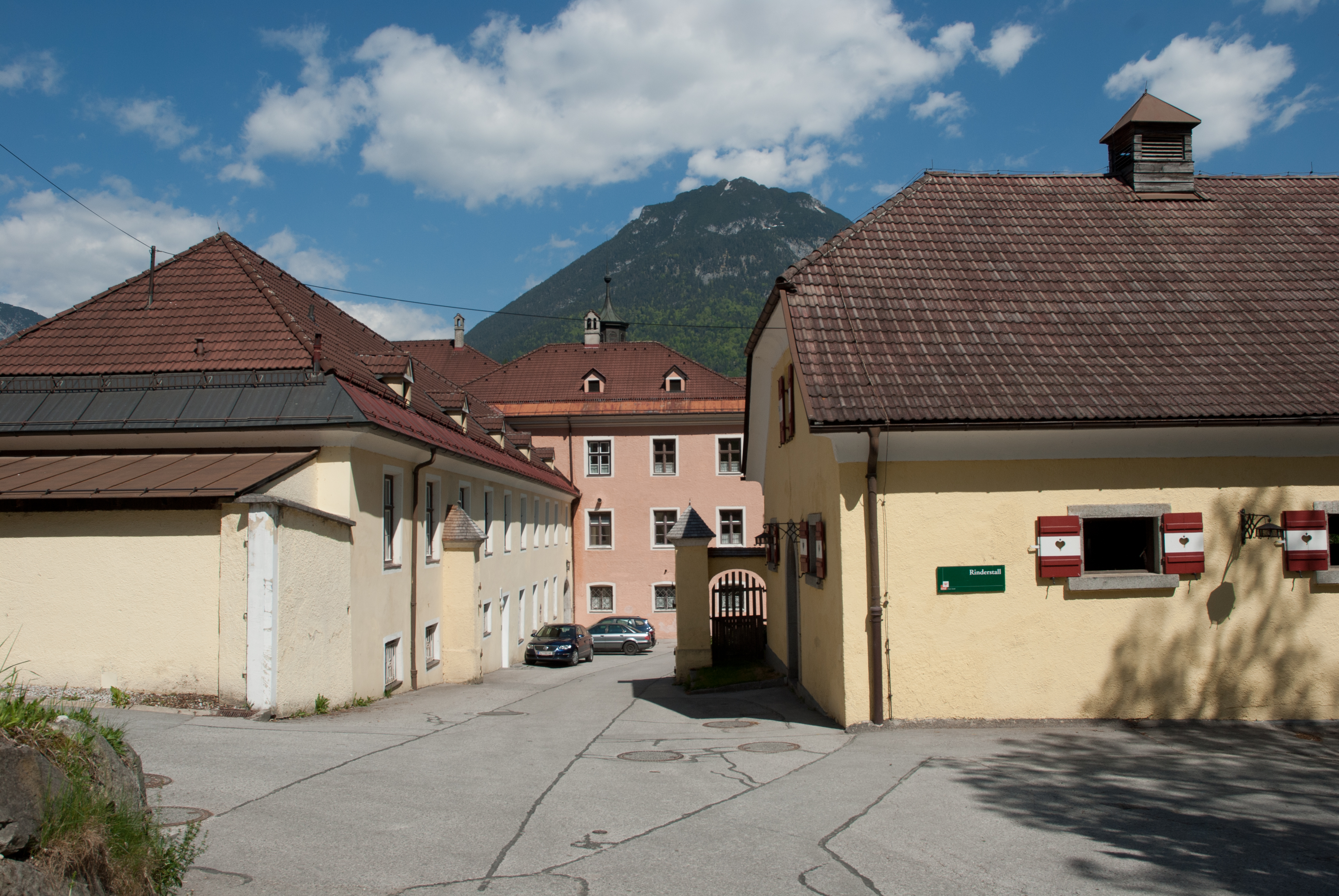
Wirtschaftstrakte des Schlosses

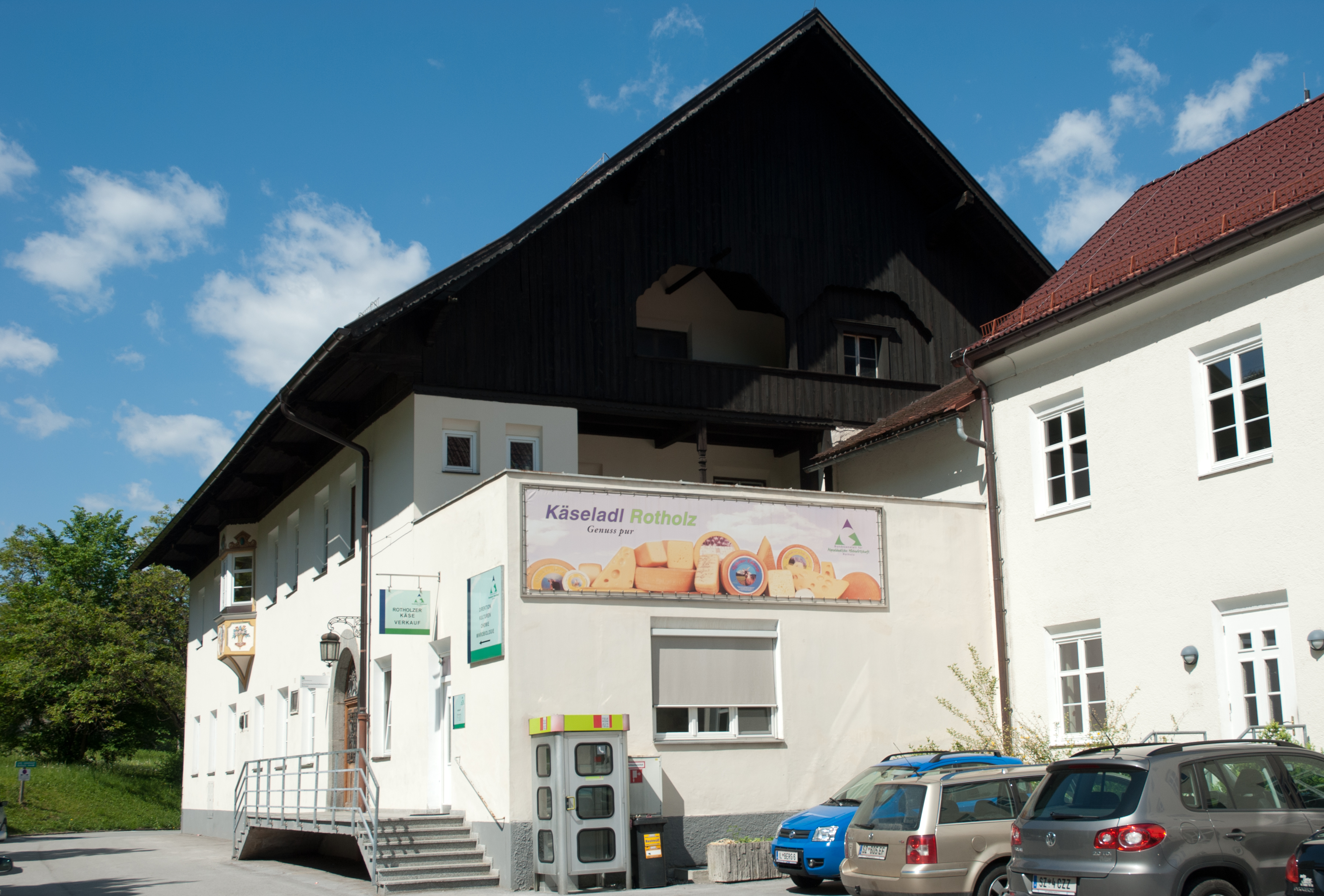
Das „Käseladl“ des Lehrbetriebs

Die Schule ist heute eine Land- und forstwirtschaftliche Fachschule (BMS) und Berufsschule (BS). Angeboten werden die Schulformen:
- Fachschule für Landwirtschaft (LandwirtIn)
- Fachschule für ländliches Betriebs- und Haushaltsmanagement (Facharbeiter ländliches Betriebs- und Haushaltsmanagement, 2 Jahre)
- Fachberufsschule für Forstwirtschaft (Forstfacharbeiter, 1. und 3. Lehrjahr/Winterlehrgänge)
- Fachberufsschule für Gartenbau (Facharbeiter Gartenbau, 3 Lehrjahre/9-wöchig lehrgangsmäßig in Blöcken, für Tirol und Vorarlberg)
- Fachschule für Erwachsene in den Fachbereichen Landwirtschaft, Hauswirtschaft und Forstwirtschaft – jeweils in den Stufen Facharbeiterausbildung und Meisterausbildung, sowie Waldaufseherkurs und Jägerausbildungen

Sie wird vom Land Tirol betrieben und verfügt über ein Internat. Der angeschlossene Lehrbetrieb umfasst die Betriebszweige Landwirtschaft, Schweinestall, Rinderstall (mit Alpe Kaunz), Hühnerstall, Fischerei, Imkerei, Gärtnerei, Baumschule, Obstbau und Obstverwertung und Forstwirtschaft.

## Bekannte Lehrkräfte
- Joseph Zawodny-Parthey

## Bekannte Schüler und Schülerinnen
- Josef Hechenberger (Politiker)
- Josef Geisler (Politiker)
- Gereon Ausserlechner (Prämonstratenser und Widerstandskämpfer)
- Rupert Mayr (Lehrer, Imker und Sachbuch-Autor)
- Alois Leitner (Politiker)
- Klaus Wittauer (Politiker)
- Alois Kuperion (Maler)

## Bauliches zum Schloss Rotholz

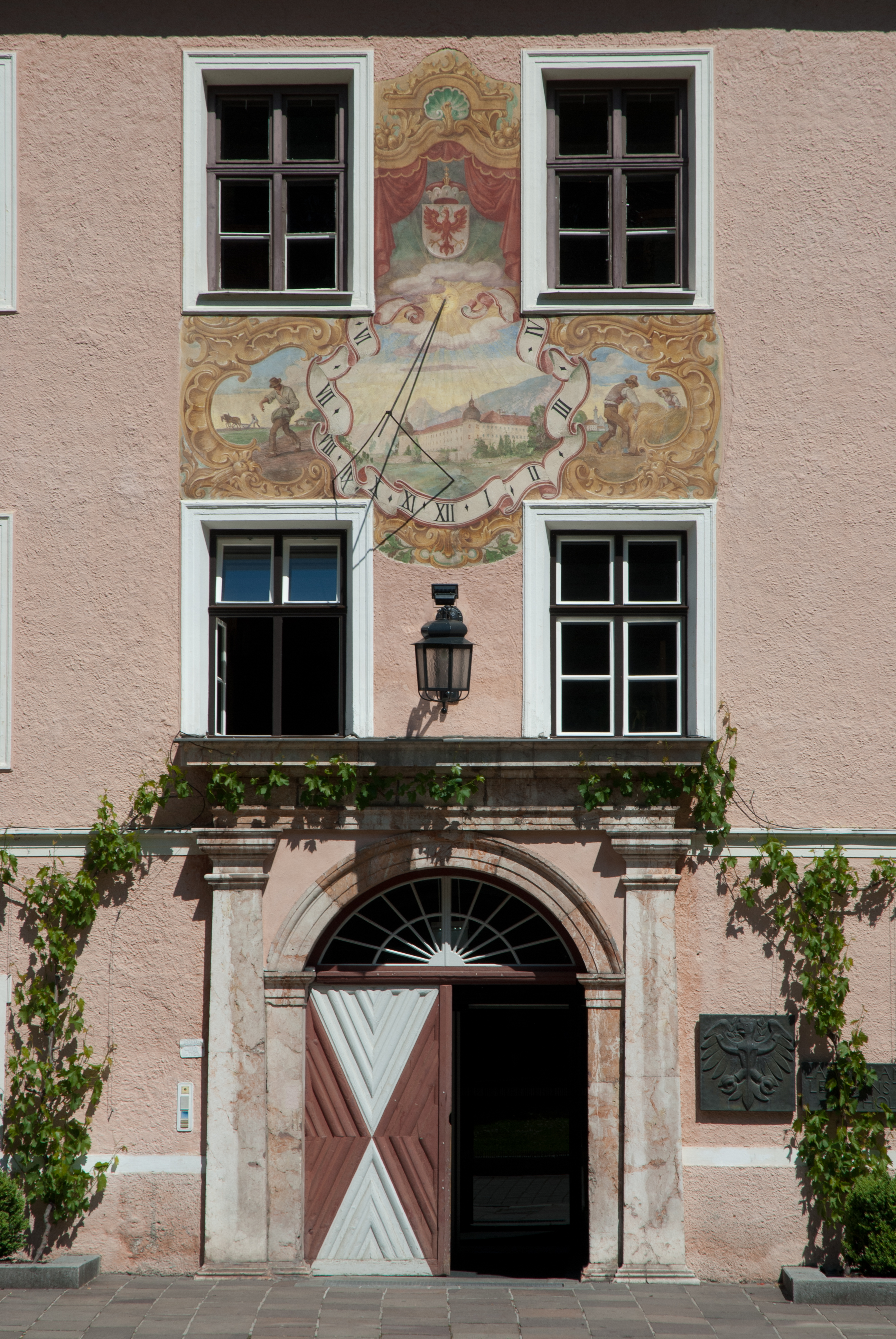
Hauptportal, mit Sonnenuhr

Die Umfassungsmauer mit ursprünglich vier Ecktürmchen wurde von 1575 bis 1585 erbaut. Zwei Ecktürmchen sind noch erhalten. Das Hauptportal und die Seitenportale wurden mit Säulen und waagrechtem Gebälk ausgeführt. Das zweite Geschoß wurde am Anfang des 18. Jahrhunderts errichtet. Die Kapelle und der Festsaal wurden stark verändert. In einem Gang steht eine Statue des hl. Sebastian, die vom Bildhauer Ingenuin Lechleitner um 1720 geschaffen wurde.

## Museum für bäuerliche Gerätschaften und Einrichtungen
Auf den damaligen Landesrat Eduard Wallnöfer geht die Anregung zurück, hier Gegenstände des bäuerlichen Lebens zu sammeln (1957). Seither sammelt die Lehranstalt Arbeitsgerätschaften aus Land-, Forst- und Almwirtschaft, aber auch Einrichtungsgegenstände wie Kästen und Truhen. Sie werden vor Ort präsentiert.